# Botswana Meat Commission Football Club
Il Botswana Meat Commission Football Club è una squadra di calcio con sede nella città di Lobatse.

## Presenze alle competizioni internazionali
- Coppa CAF:

1996: squalificato al primo turno

## Palmarès

### Competizioni nazionali
- BFA Challenge Cup: 1

2007

### Altri piazzamenti
- BFA Challenge Cup:

Finalista: 1996, 2005